# Piero Dusio

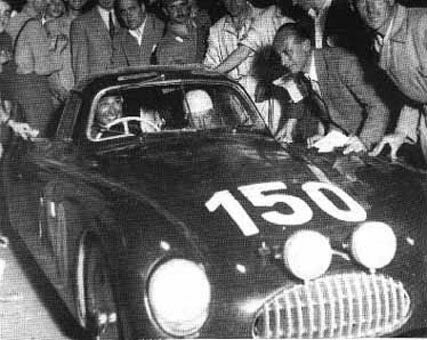
Piero Dusio neben dem Cisitalia 202 Aerodinamica CMM von Piero Taruffi und dessen Beifahrer Buzzi bei der Mille Miglia 1947

Piero Dusio (* 13. Oktober 1899 in Scurzolengo d’Asti; † 7. November 1975 in Buenos Aires, Argentinien) war ein italienischer Fußballspieler, -funktionär, Automobilrennfahrer und Geschäftsmann.

## Karriere

### Fußball
Piero Dusio stammte aus Scurzolengo d’Asti in Oberitalien. In seiner Jugend war er Fußballspieler und absolvierte zwischen 1919 und 1922 drei Meisterschaftspartien für Juventus Turin, wo er unter anderem mit Carlo Bigatto und Gianpiero Combi zusammenspielte. Eine Knieverletzung setzte Dusios Fußballerkarriere ein frühes Ende, woraufhin er eine Anstellung bei einem Schweizer Textilunternehmen fand. Im Jahr 1926 gründete er seine eigene Firma, die Synthetikkleidung für sportliche und militärische Zwecke herstellte. In den folgenden Jahren baute Dusio dieses Unternehmen aus. Man expandierte in den Bankensektor, stellte Tennisschläger und Fahrräder (Beltrame) her und erhielt 1932 von Benito Mussolini den Auftrag, die italienische Armee mit Uniformen zu beliefern.

### Motorsport
Der dadurch erlangte Reichtum erlaubte es Piero Dusio, seine Leidenschaft für den Automobilsport auszuleben. 1929 kaufte er seinen ersten Maserati. In den 1930ern nahm er an zahlreichen nationalen Rennen teil. 1936 wurde Dusio Sechster beim Großen Preis von Italien in Monza. Im folgenden Jahr (1934 war er bei der Mille Siebter geworden) holte er auf einem 500-cm³-SIATA einen Klassensieg bei der Mille Miglia, 1938 beendete er dieses Rennen als Dritter der Gesamtwertung, gewann das Bergrennen auf dem Stilfser Joch und gründete sein eigenes Rennteam, die Scuderia Torino.
Vom 27. Januar 1945 bis zu seiner Ablösung durch Giovanni Agnelli am 22. Juli 1947 fungierte Piero Dusio als Präsident von Juventus Turin. Während des Zweiten Weltkrieges wurde sein Haus in Turin bei einem Bombenangriff zerstört, woraufhin er mit seiner Familie aufs Land zog. Im Jahr 1944, als ein Ende der Kriegshandlungen in Italien abzusehen war, gründete der Italiener die Firma Cisitalia (Consorzio Industriale Sportive Italiana) und beauftragte den Fiat-Ingenieur Dante Giacosa damit, einen Monoposto-Rennwagen zu konzipieren, der für Amateurfahrer erschwinglich sein sollte. Giacosa, der hauptamtlich weiterhin bei Fiat angestellt war, entwarf einen Rennwagen mit Gitterrohrrahmen, angetrieben von einem modifizierten 1100-cm³-Fiat-Motor. Nach Kriegsende war es Dante Giacosa aufgrund seiner Verpflichtungen bei Fiat nicht mehr möglich, für Dusio zu arbeiten. Stattdessen wurde ihm vom Turiner Automobilbauer Giovanni Savonuzzi, der in der Flugzeug-Sparte Fiats arbeitete, als Ersatz empfohlen. Savonuzzi akzeptierte das Angebot und fungierte ab 1945 als Chefingenieur bei Cisitalia.

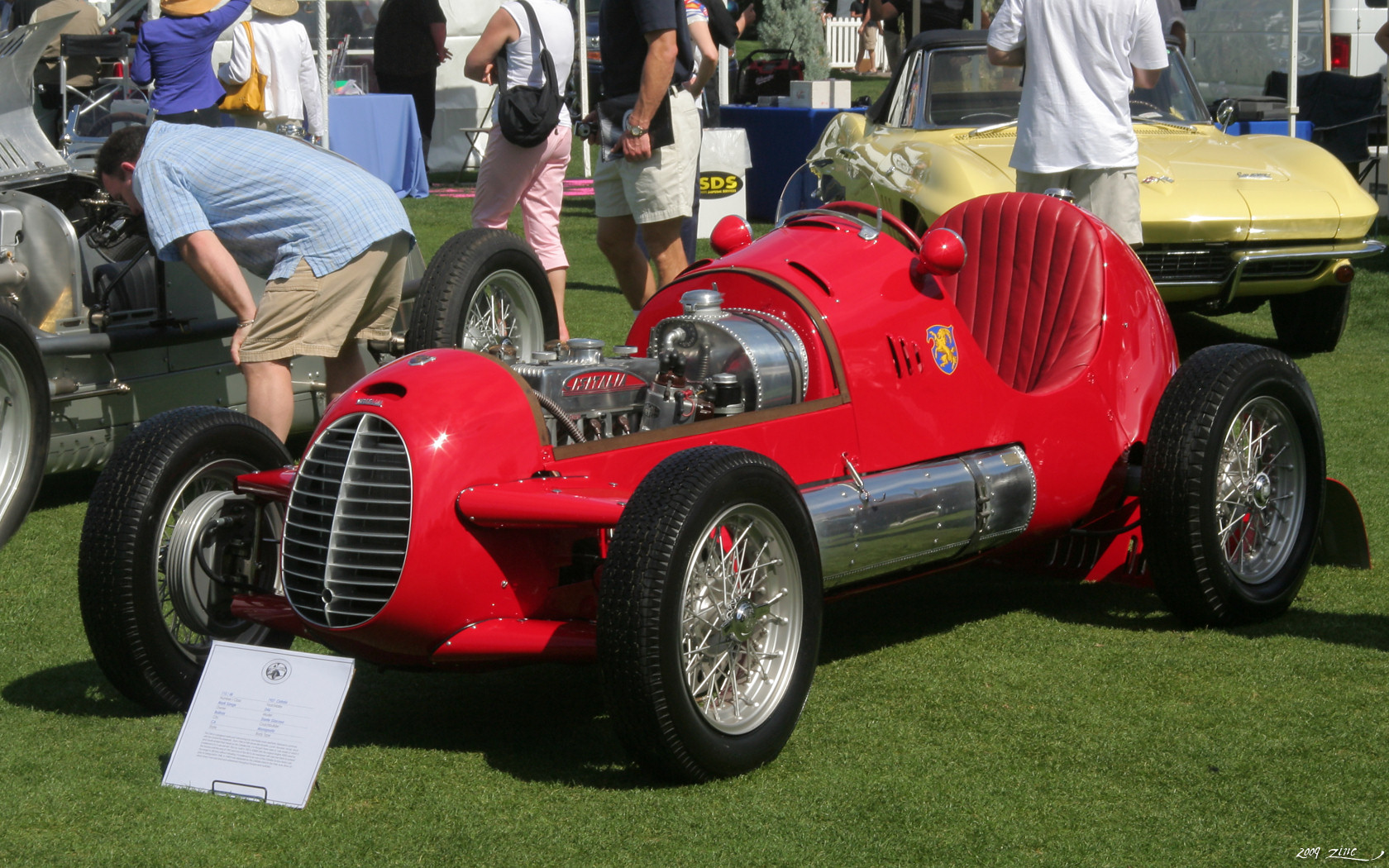
Cisitalia D46

Im Frühjahr 1946 wurde der erste Prototyp des Cisitalia D46-Monoposto fertiggestellt, im August existierten bereits sieben rennfertige Wagen. Dusio engagierte Piero Taruffi, um Giacosas Entwurf noch zu verfeinern und im September 1946 gingen alle sieben Wagen bei der Coppa Brezzi, dem ersten Rennen im Nachkriegs-Italien, das im Parco del Valentino von Turin ausgetragen wurde, an den Start. Dusio, der mit Piero Taruffi, Tazio Nuvolari, Clemente Biondetti, Franco Cortese, Raymond Sommer und Louis Chiron einige der besten Rennfahrer der damaligen Zeit engagiert hatte, steuerte den siebten Wagen selbst und gewann das Rennen.
In dieser Zeit boten die Männer um Ferry Porsche, die vor dem Zweiten Weltkrieg mit der Konstruktion der Auto-Union-Rennwagen beschäftigt waren, Dusio an, für seine Firma zu arbeiten, wenn dieser für die Kaution des in Frankreich inhaftierten Ferdinand Porsche Sicherheit leisten würde. Der Italiener nahm an, woraufhin Carlo Abarth als Technischer Direktor und Renndirektor bei Cisitalia fungierte. Porsche konstruierte zusammen mit Robert Eberan von Eberhorst und Rudolf Hruska den Cisitalia Tipo 360, einen Mittelmotor-Formel-1-Monoposto mit zuschaltbarem Allradantrieb.
Die Produktion des D46 sowie die Konstruktionen des Tipo 360 brachten Dusio und Cisitalia in der Folge jedoch in finanzielle Schwierigkeiten. 1948 schloss er deshalb einen Vertrag mit dem argentinischen Diktator Juan Perón ab, der die Gründung einer Firma zur Produktion von Sportwagen basierend auf Porsche-Konstruktionen in Argentinien beinhaltete. Auto Motores Argentinos oder Autoar brachte jedoch keinen sofortigen finanziellen Erfolg, woraufhin Perón ihm 1949 anbot, alle seine Schulden zu tilgen, wenn Dusio all seine Aktivitäten aus Italien nach Argentinien verlagerte. Dusio übergab die Führung von Cisitalia, das in die Insolvenz ging, daraufhin seinem Sohn Carlo und der Porsche-Grand-Prix-Wagen wurde Anfang 1950 nach Argentinien verbracht, kam aber nie in der Formel 1 zum Einsatz.
Wenig später belebte er zusammen mit seinem Sohn Cisitalia als nun schuldenfreies Unternehmen wieder. 1952 nahm Piero Dusio 52-jährig auf einem der alten D46 am Formel-1-Grand-Prix von Italien teil, schaffte es wegen Motorproblemen jedoch nicht, sich zu qualifizieren.
Bis 1965 arbeitete Dusio weiterhin in verschiedenen eigenen Unternehmen in Argentinien, wo er 1975 im Alter von 76 Jahren verstarb und in Buenos Aires beigesetzt wurde.